# Pseudoneureclipsis deasyria
Pseudoneureclipsis deasyria là một loài Trichoptera thuộc họ Dipseudopsidae. Chúng phân bố ở miền Ấn Độ - Mã Lai.